# Oracle iPlanet Web Server
Oracle iPlanet Web Server (OiWS), anciennement Sun ONE Web Server, iPlanet Web Server et Sun Java System Web Server est un logiciel de serveur web conçu pour les moyennes et grosses applications d'entreprise. Sun Java System Web Server a été développé à partir des précédents produits Sun ONE Web Server, iPlanet Web Server, et Netscape Enterprise Server.
Disponible sur la majorité des systèmes d'exploitation, Java System Web Server supporte les technologies JSP et Java Servlet, ASP, PHP, CGI, et ColdFusion. Il supporte les pages Active Server grâce à Sun Java System Active Server Pages (anciennement Sun ONE Active Server pages), qui est inclus dans Java System Web Server.